# Reinhard Lüdicke
Reinhard Lüdicke (* 13. Juli 1878 in Magdeburg; † 22. Juli 1947 in Berlin) war ein deutscher Archivar.

## Leben
Er studierte von 1897 bis 1901 in Freiburg, Berlin und Göttingen. Am 1. September 1901 wurde er zum Dr. phil. promoviert. 1905 legte er die Staatsprüfung für den höheren Archivdienst ab. Seit 1903 war er im preußischen Archivdienst, ab 1907 im Preußischen Geheimen Staatsarchiv in Berlin tätig.

## Schriften (Auswahl)
- Die landesherrlichen Zentralbehörden im Bistum Münster. Ihre Entstehung und Entwickelung bis 1650. Münster 1901, OCLC 1040093535 (online).
- Die Königs- und Kaiserurkunden der Königlich Preußischen Staatsarchive und des Königlichen Hausarchivs bis 1439. Chronologisches Gesamtverzeichnis der Original-Ausfertigungen. Leipzig 1910, OCLC 1072760370 (online).
- Die Preußischen Kultusminister und ihre Beamten im ersten Jahrhundert des Ministeriums 1817–1917. Stuttgart 1918, OCLC 163264205 (online).
- Die Stadtrechte der Grafschaft Mark. Heft 3: Unna. Mit einem Stadtplan von 1723 und einer Karte des Stadtgebiets von 1828. Münster 1930, OCLC 60478221 (online).